# Somatina sublucens
Somatina sublucens är en fjärilsart som beskrevs av W. Warren 1907. Somatina sublucens ingår i släktet Somatina och familjen mätare. Inga underarter finns listade i Catalogue of Life.